# Литвинчева, Надежда Александровна
Надежда Александровна Литвинчева - советская бадминтонистка.

## Карьера
Воспитанница днепропетровского бадминтона. Тренер - А.А. Гайдук.
Чемпионка СССР
- одиночный разряд - 1976
- парный разряд - 1975, 1976 1977, 1978, 1979, 1982
- смешанный разряд - 1977, 1978, 1980, 1981, 1982

На чемпионате Европы 1980 года в паре с Аллой Продан завоевала первую медаль для СССР.
Окончила Днепропетровский архитектурно-строительный институт. Кандидат технических наук (1996). Специализация - оптимизация распределения переменной тепловой нагрузки между котлоагрегатами отопительных котельных.